# Bangia
Bangia, rod crvenih algi u porodici Bangiaceae. Postoje 16 priznatih vrsta

## Vrste
1. Bangia atropurpurea (Mertens ex Roth) C.Agardh tip
2. Bangia atrovirens Lyngbye
3. Bangia breviarticulata C.K.Tseng
4. Bangia discoidea A.Aziz
5. Bangia enteromorphoides E.Y.Dawson
6. Bangia fuscopurpurea (Dillwyn) Lyngbye
7. Bangia gloiopeltidicola Tanaka
8. Bangia halymeniae M.J.Wynne
9. Bangia maxima Gardner
10. Bangia quadripunctata Lyngbye
11. Bangia radicula B.F.Zheng & J.Li
12. Bangia simplex A.H.S.Lucas
13. Bangia tanakai Pham-Hoàng Hô
14. Bangia tenuis N.L.Gardner
15. Bangia vermicularis Harvey
16. Bangia yamadae Tanaka